# Indohyus
Indohyus is een geslacht van uitgestorven evenhoevigen dat ongeveer 48 miljoen jaar geleden op het Indisch subcontinent leefde. Indohyus geldt als overgangsvorm tussen landzoogdieren en walvissen. Hij was zo groot als een wasbeer en is het meest vergelijkbaar met een waterdwerghert. Het belangrijkste bewijs voor de directe afstamming van walvissen van Indohyus is het dikke oorbot, iets wat uitsluitend bij walvissen voorkomt. De sterke verdikking van de buitenste lagen van het bot (osteosclerose) is een aanwijzing dat dit geslacht deels in het water leefde. Deze functie is ook te vinden in nijlpaarden en maakt een krachtbesparende, wadende voortbeweging onder water mogelijk.

## Beschrijving

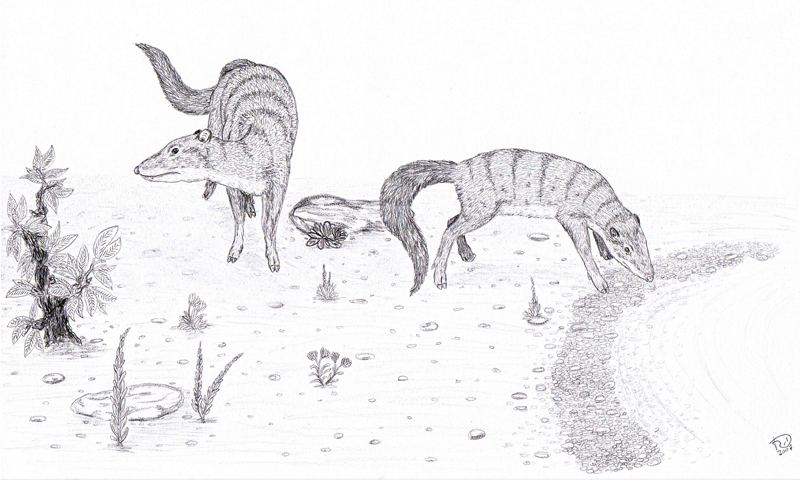
Twee Indohyus aan de kust (potloodtekening)

De fossielen werden ontdekt tussen rotsen die meer dan dertig jaar geleden in Kasjmir waren verzameld door de Indiase geoloog A Ranga Rao. Hij vond een paar tanden en delen van een kaakbeen, maar toen hij stierf moesten nog veel rotsen worden opengebroken. Ranga Raos weduwe gaf de rotsen aan paleontoloog professor Hans Thewissen. Terwijl hij eraan werkte brak zijn technicus per ongeluk een van de gevonden schedels, waarop Thewissen de structuur van de gehoorholte herkende als zijnde een hoogst ongebruikelijke die alleen voorkomt bij de schedel van walvissen, waaronder de eerder ontdekte Pakicetus.

## Taxonomie
Een artikel uit december 2007 in het blad Nature van Thewissen e.a. gebruikte een buitengewoon compleet Indohyus-skelet uit Kasjmir om aan te geven dat Raoellidae de mogelijke overgangsvorm naar walvissen zijn. Alle andere evenhoevigen zijn "neven" van deze twee groepen. δ18O-waarden en osteosclerotische botten wijzen erop dat de wasbeer- of dwerghertachtige Indohyus voornamelijk in het water leefde, maar δ13C-waarden suggereren dat het zich zelden in het water voedde. De auteurs zeggen dat dit erop wijst dat sprake is van een tussenstap in de overgang terug naar het water door walvissen, en geeft een nieuwe blik op ons begrip van de evolutie van de walvissen.
Niet alle paleontologen zijn er echter van overtuigd dat Indohyus het overgangsfossiel is waar experts naar op zoek waren. Maureen O'Leary en John Gatesy beweren dat een uitgestorven groep vleesetende zoogdieren met de naam Mesonychia nauwer verwant zijn aan de walvisachtigen. ScienceNOW, een dagelijkse nieuwsrubriek van het tijdschrift Science, merkt op dat "walvisachtigen zo verschillend zijn van andere dieren dat onderzoekers het er nog niet over eens zijn welke fossiele verwanten hun dichtstbijgelegen voorouders het best weergeven".